# كيفن س. فيتزباتريك
كيفن س. فيتزباتريك (بالإنجليزية: Kevin C. Fitzpatrick)‏ هو كاتب أمريكي، ولد في 10 يناير 1966 في بالتيمور في الولايات المتحدة.